# Володієвецька сільська рада (Чернівецький район)
| Володієвецька сільська рада — колишній орган місцевого самоврядування у Чернівецькому районі Вінницької області з адміністративним центром у с. Володіївці. Сільській раді були підпорядковані населені пункти: - с. Володіївці - с. Пелинівка - с-ще Ясне |

## Склад ради
Рада складалася з 16 депутатів та голови.

## Керівний склад сільської ради
| ПІБ                          | Основні відомості                                                 | Дата обрання | Дата звільнення |
| ---------------------------- | ----------------------------------------------------------------- | ------------ | --------------- |
| Клюцківський Леонід Іванович | Сільський голова, 1964 року народження, освіта, безпартійний      | 26.03.2006   | 31.10.2010      |
| Клюцківський Леонід Іванович | Сільський голова, 1964 року народження, освіта вища, безпартійний | 31.10.2010   |                 |

Примітка: таблиця складена за даними джерела